# Барбара Кастро
Барбара Кастро (ісп. Bárbara Castro; нар. 8 вересня 1975) — колишня чилійська тенісистка.
Найвищу одиночну позицію світового рейтингу — 340 місце досягла 15 липня 1996, парну — 217 місце — 20 травня 1996 року.
Здобула 3 парні титули туру ITF.

## Фінали ITF

### Одиночний розряд (0–1)
| Результат | Ранг | Дата          | Турнір                | Покриття | Суперниця    | Рахунок       |
| --------- | ---- | ------------- | --------------------- | -------- | ------------ | ------------- |
| Поразка   | 1.   | 4 травня 1995 | ITF Нітра, Словаччина | Ґрунт    | Патті Шнідер | 6–1, 2–6, 3–6 |

### Парний розряд (3–8)
| Результат | Ранг | Дата              | Турнір                                      | Покриття | Партнерка              | Суперниці                               | Рахунок          |
| --------- | ---- | ----------------- | ------------------------------------------- | -------- | ---------------------- | --------------------------------------- | ---------------- |
| Поразка   | 1.   | 2 травня 1993     | ITF Сантьяго, Чилі                          | Ґрунт    | Марія-Алехандра Кесада | Марія Інес Араїс Памела Сінгман         | 1–6, 4–6         |
| Поразка   | 2.   | 13 вересня 1993   | ITF Богота, Колумбія                        | Ґрунт    | Магалі Бенітес         | Хрістіна Захаріду Марія Долорес Кампана | 3–6, 2–6         |
| Поразка   | 3.   | 11 жовтня 1993    | ITF Сантьяго, Чилі                          | Ґрунт    | Марія Долорес Кампана  | Паола Суарес Памела Сінгман             | 1–6, 6–3, 0–6    |
| Поразка   | 4.   | 10 жовтня 1994    | ITF Сантьяго, Чилі                          | Ґрунт    | Марія-Алехандра Кесада | Маріана Еберле Марія Фернанда Ланда     | 3–6, 6–4, 5–7    |
| Поразка   | 5.   | 31 жовтня 1994    | ITF Фріпорт, Багамські Острови              | Ґрунт    | Марія-Алехандра Кесада | Інгрід Курта Мартіне Воссенберґ         | 6–4, 4–6, 6–7(2) |
| Поразка   | 6.   | 7 листопада 1994  | ITF Santo Domingo, Домініканська Республіка | Ґрунт    | Марія-Алехандра Кесада | Джоелл Шад Ноелія Серра                 | 1–5 ret.         |
| Перемога  | 1.   | 20 листопада 1994 | ITF Сан-Сальвадор, Сальвадор                | Тверде   | Емілі Вікейра          | Kellie Dorman-Tyrone Philippa Palmer    | 6–2, 6–2         |
| Перемога  | 2.   | 25 вересня 1995   | ITF Гуаякіль, Еквадор                       | Ґрунт    | Марія-Алехандра Кесада | Маріана Діас-Оліва Еуженія Мая          | 7–6(5), 6–1      |
| Поразка   | 7.   | 8 жовтня 1995     | ITF Ліма, Перу                              | Тверде   | Марія-Алехандра Кесада | Марія-Фарнес Капістрано Лінда Янссон    | 2–6, 6–2, 3–6    |
| Поразка   | 8.   | 30 жовтня 1995    | ITF Сантьяго, Чилі                          | Ґрунт    | Марія-Алехандра Кесада | Міріам Д'Агостіні Каталін Мароші        | 0–6, 3–6         |
| Перемога  | 3.   | 6 травня 1996     | ITF Амазонас, Бразилія                      | Тверде   | Паула Кабесас          | Сандра Де Амеліо Паула Раседо           | 6–1, 6–3         |